# Dokkum
Dokkum es una ciudad del municipio de Noardeast-Fryslân en la provincia de Frisia, al norte de los Países Bajos. En ella se encuentra la sede municipal.

## Geografía
Está ubicada en el noroeste de Frisia, a 8 km al sur del mar de Frisia.

## Historia
Obtuvo carta de población con la concesión de derechos de ciudad en 1298, siendo la cuarta ciudad frisona en obtenerlos. El 15 de septiembre de 1572, en el curso de la guerra de los ochenta años fue saqueada por mercenarios valones al servicio de la monarquía hispánica, tras un fracasado intento de toma por parte de los Mendigos del Mar. Tras su incorporación a la Unión de Utrecht jugó un importante papel estratégico y en su puerto, todavía entonces conectado directamente al mar, se estableció el almirantazgo. La sedimentación de las vías marítimas, que forzó al traslado del almirantazgo en 1645, y la construcción del canal de Frisia (Stroobossertrekvaart) llevó a la ciudad a la quiebra en los años 1654-1656. 
La ciudad es conocida principalmente por san Bonifacio, que fue martirizado cerca de Dokkum. En ella también nació el célebre matemático y astrónomo Gemma Frisius.
Hasta el 1 de enero de 2019 formaba parte del municipio de Dongeradeel, pero a partir de esa fecha, se integró en el municipio de Noardeast-Fryslân.

## Cultura y patrimonio
La ciudad cuenta con un sistema de fortificaciones del siglo XVI bien conservado.
Es una de las ciudades por las que discurre el elfstedentocht, tradicional carrera sobre hielo.

## Galería

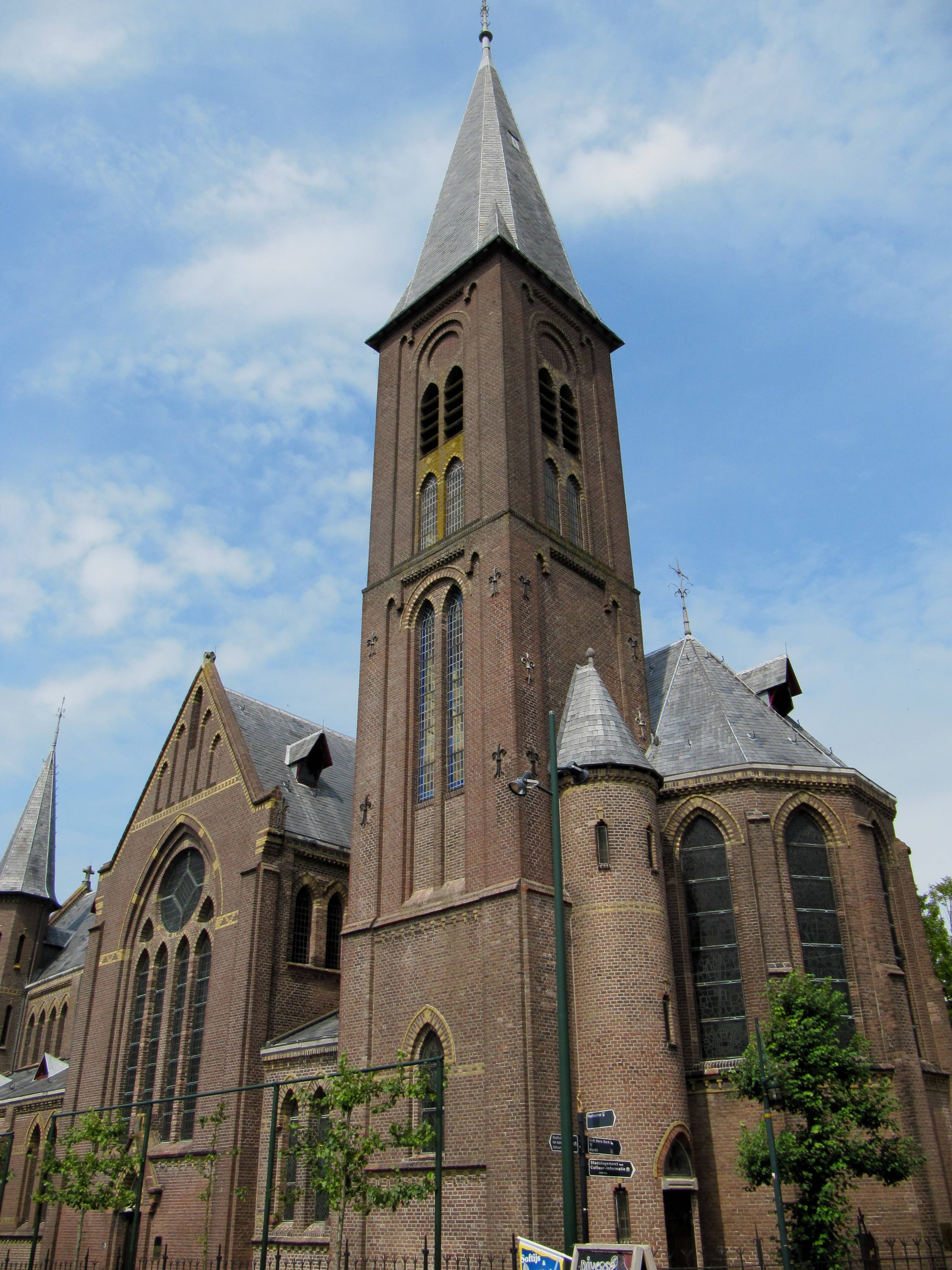
Iglesia de San Bonifacio, neogótica.
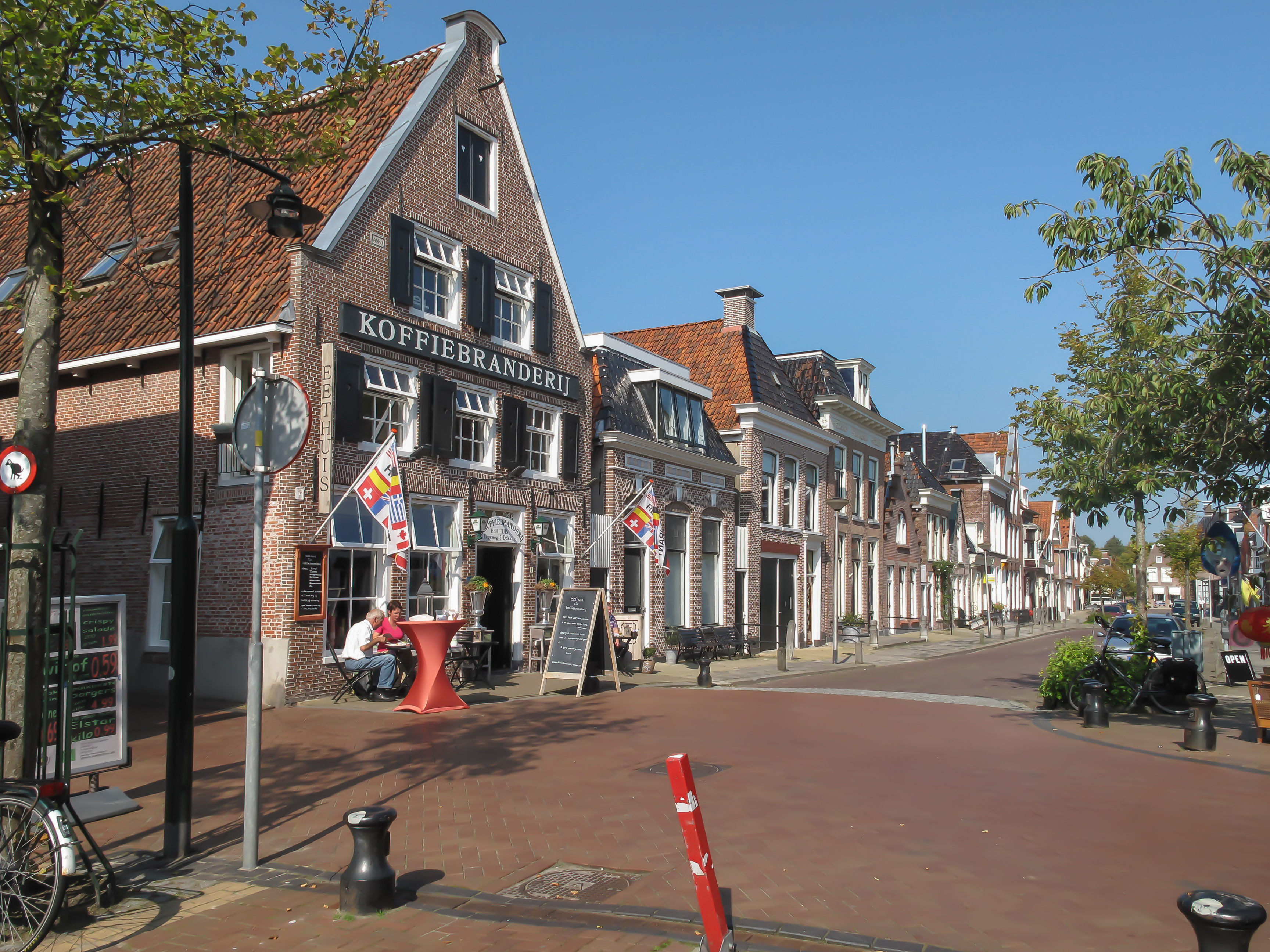
Vista en la calle
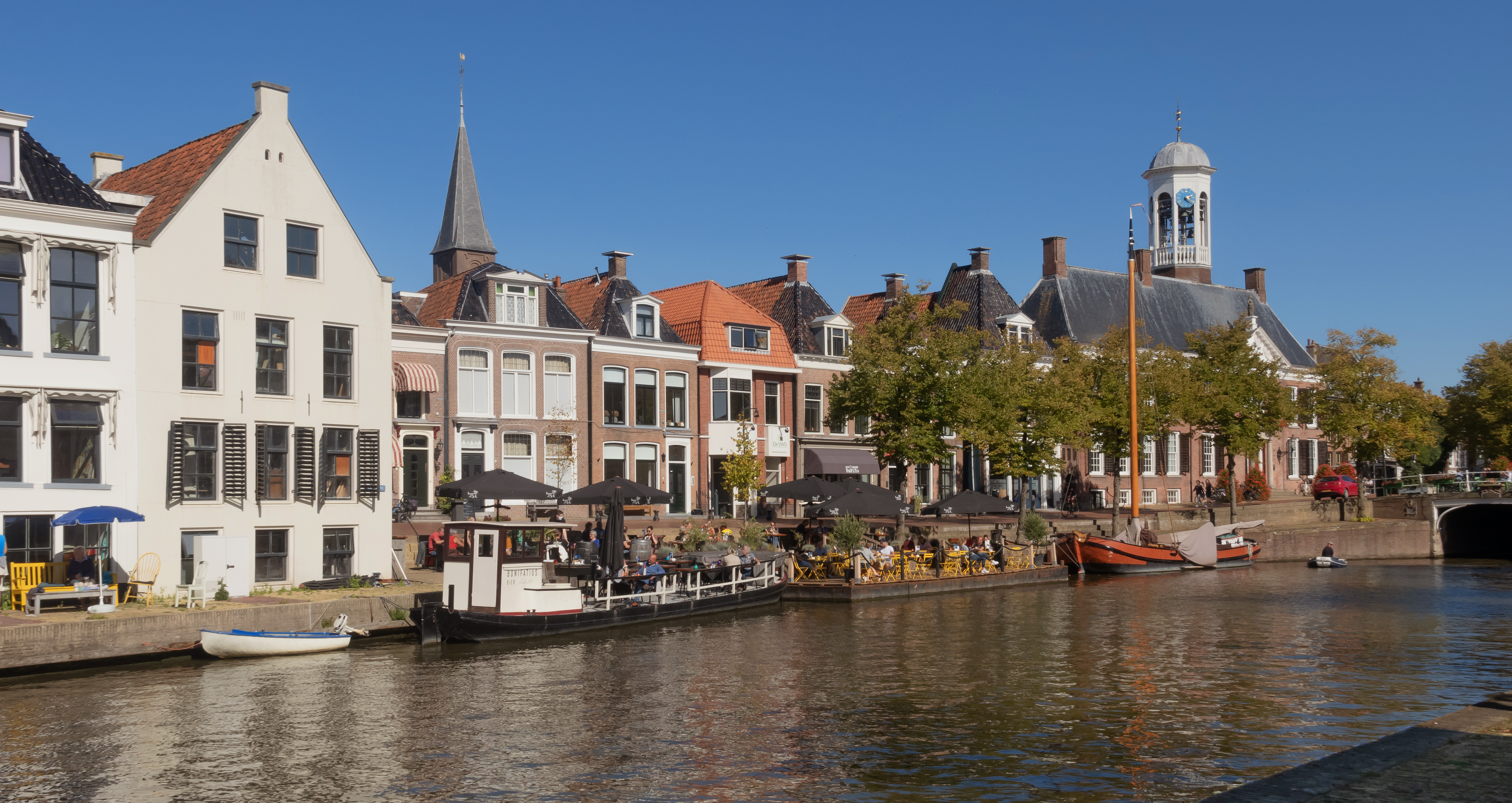
Suupmarkt
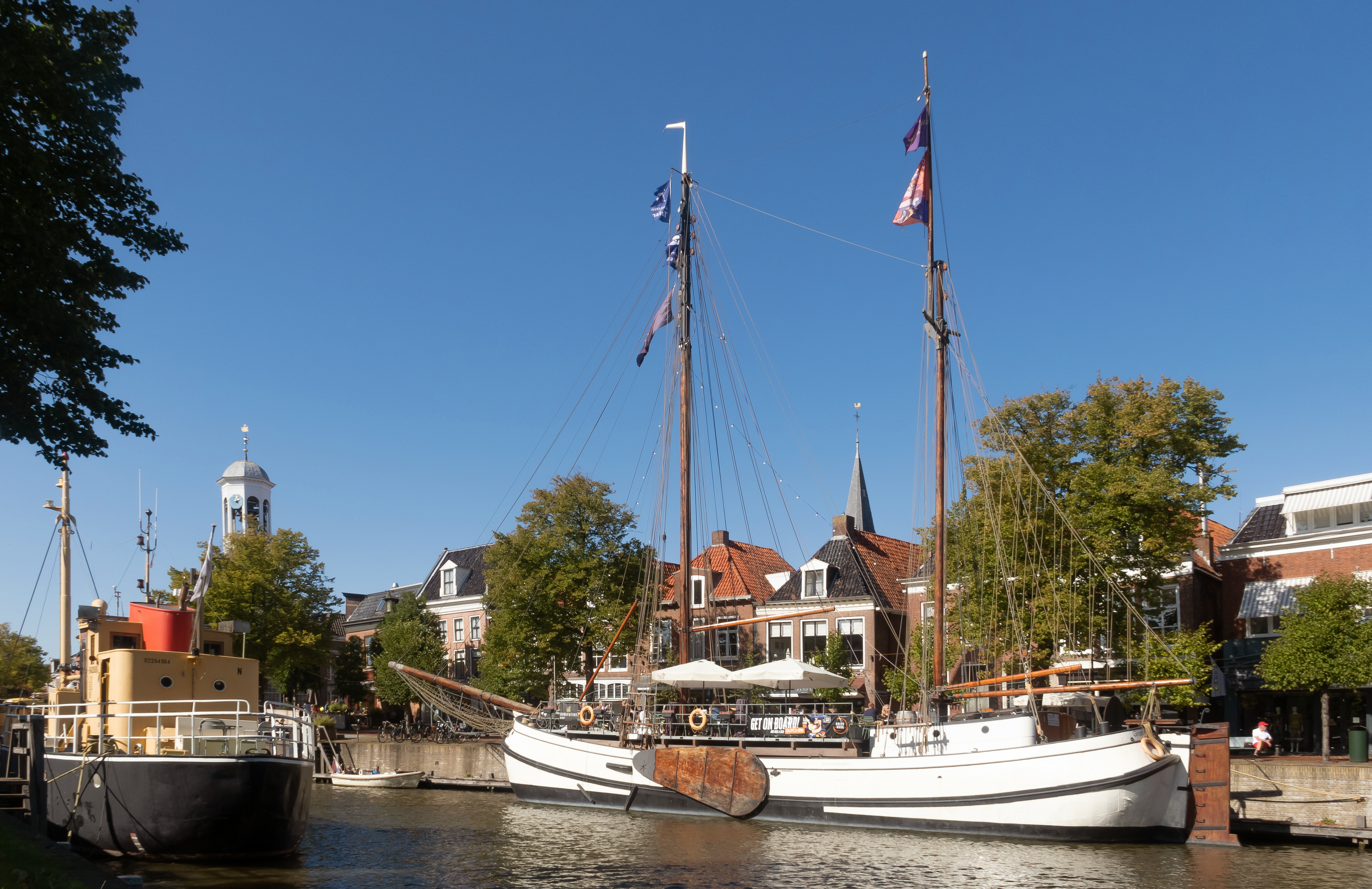
Diepswal
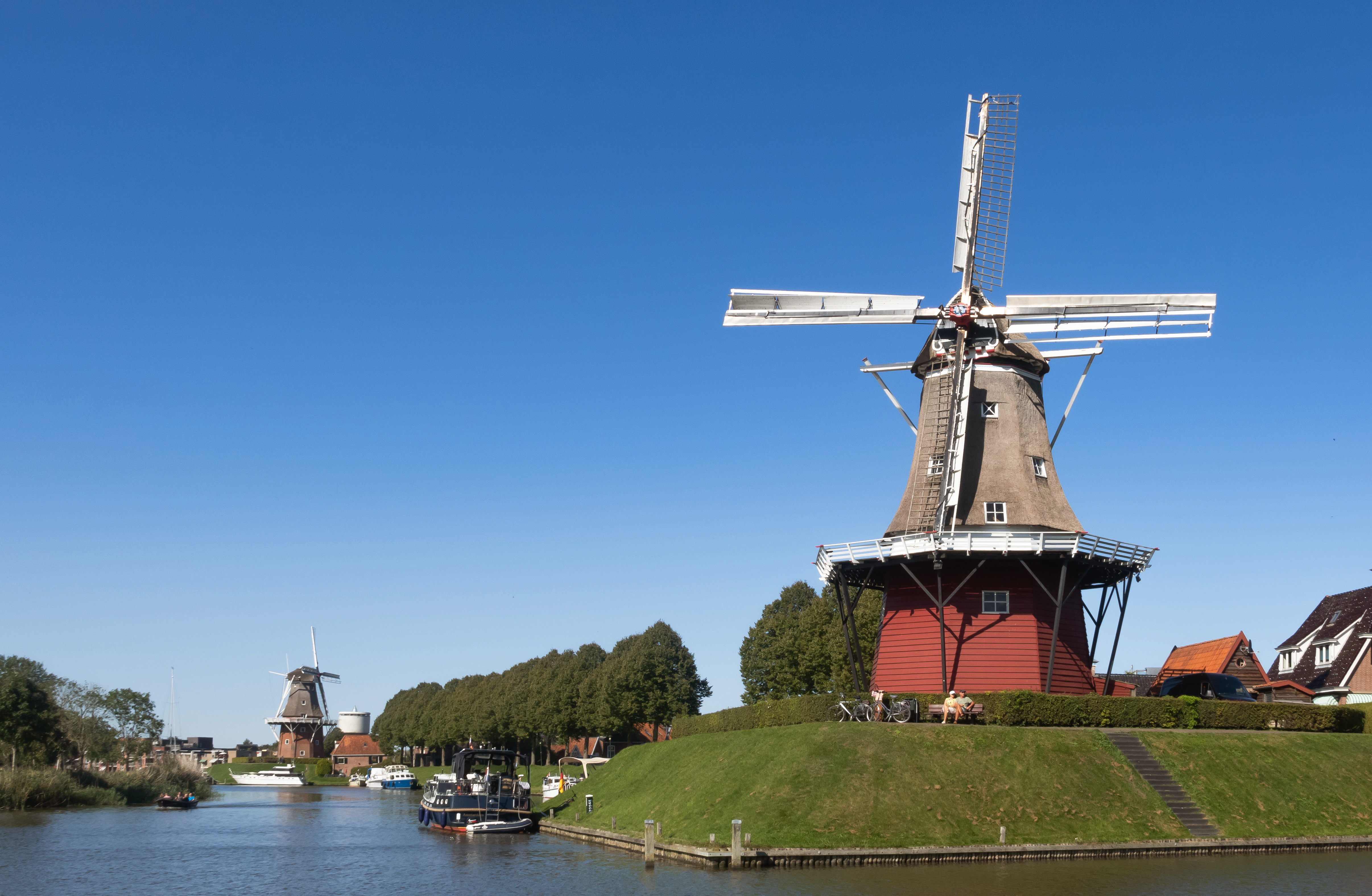
Molino De Hoop, uno de los dos molinos conservados en la actualidad.
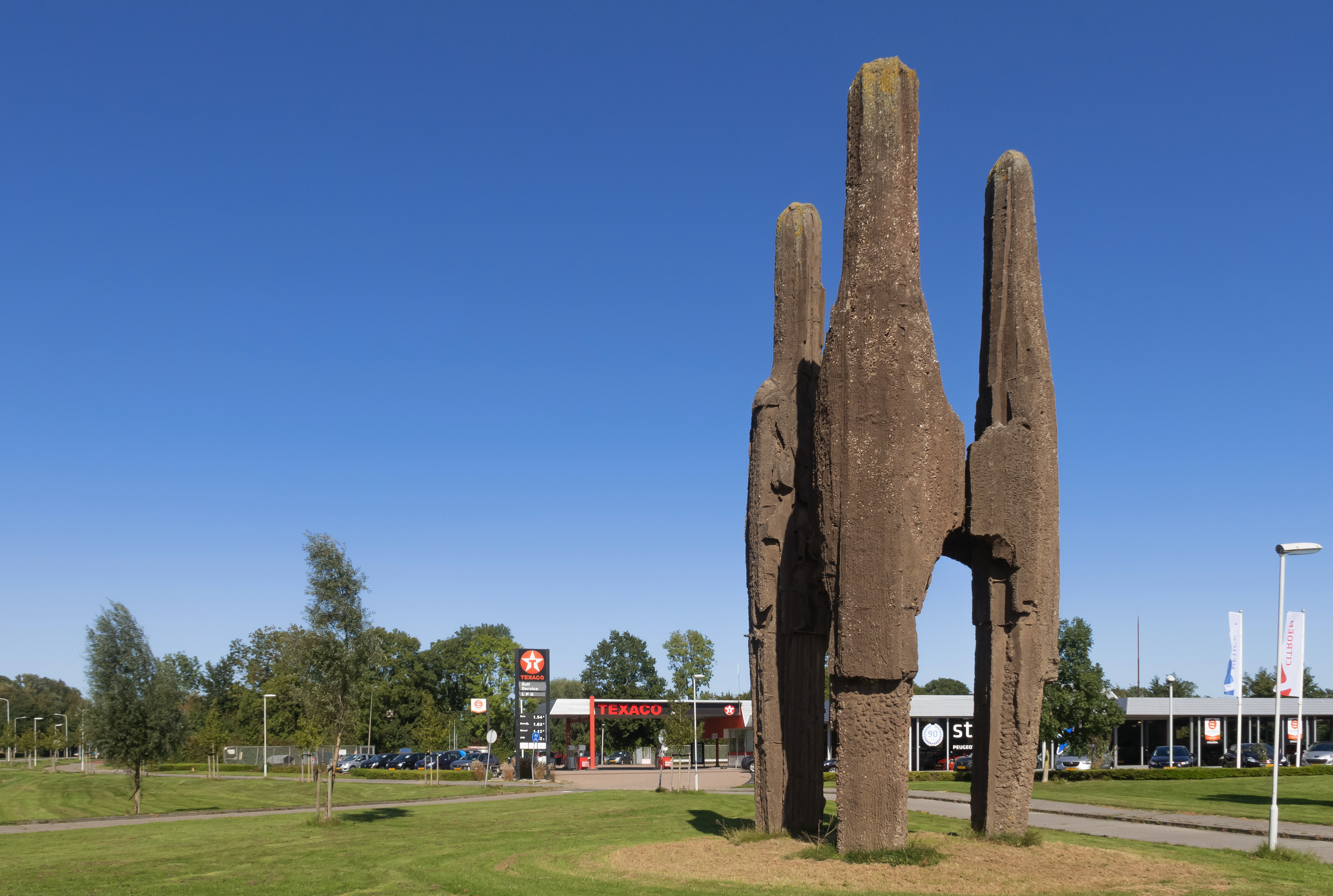
Las Tres Figuras diseñadas por Jaap van der Meij
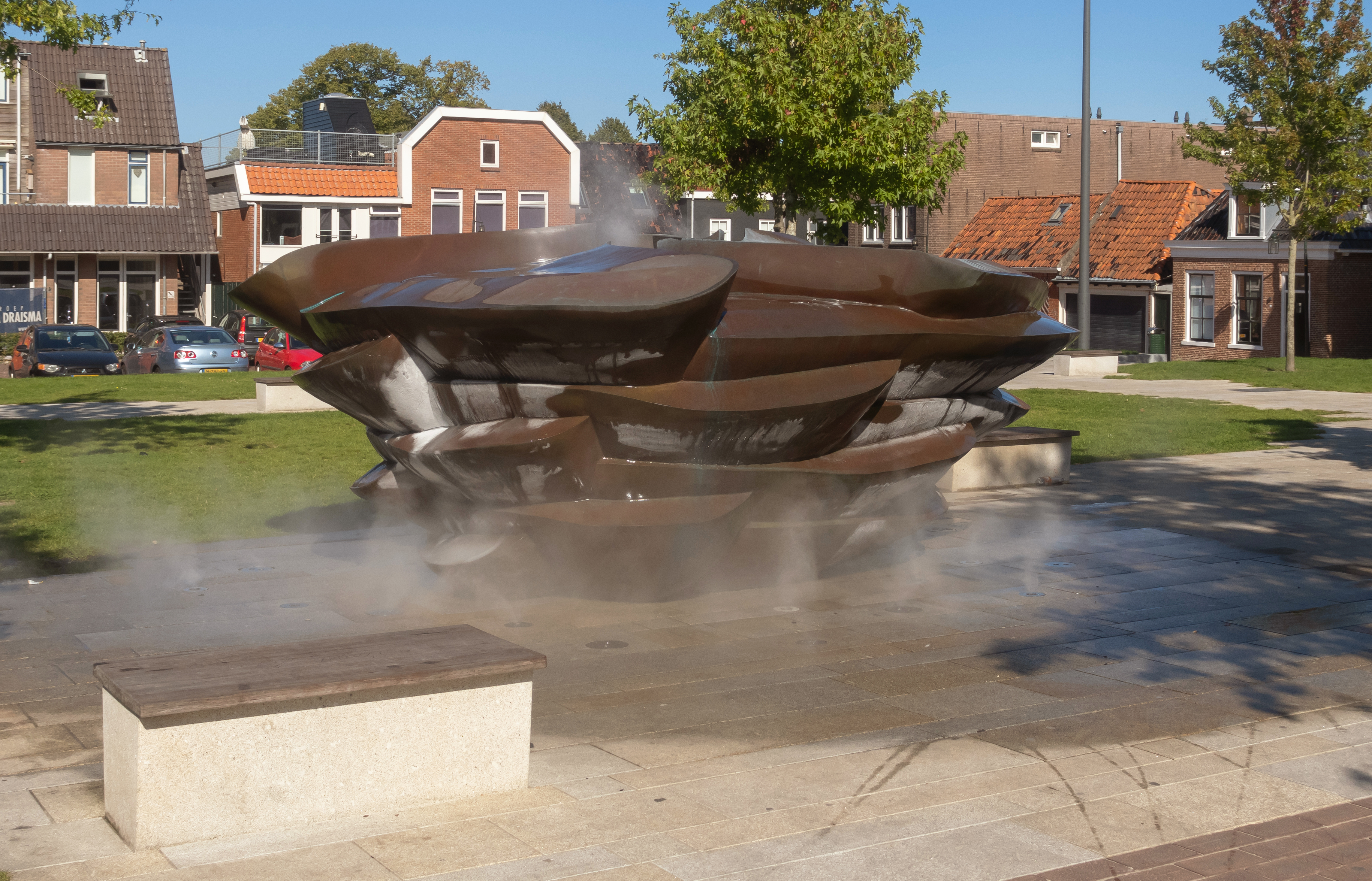
La Fuente de Hielo diseñada por van Birthe Leemeijer